# Mary White Ovingtonová
Mary White Ovingtonová (11. dubna 1865 New York – 15. července 1951 Newton Highlands) byla americká sufražetka, členka Republikánské strany, novinářka, a spoluzakladatelka NAACP.

## Život
Mary White Ovingtonová se narodila 11.4.1865 v Newyorské čtvrti Brooklyn v unitářské rodině. Její rodiče se zasazovali o ženská práva a účastnili se také hnutí proti otrokářství. Vzdělání získala na en:Packer Collegiate Institute a en:Radcliffe College (což byla „sestra“ Harvard College, který tehdy přijímal jen muže). Poté, co slyšela v roce 1890 v Brooklynském kostele řeč Fredericka Douglasse se zapojila do kampaně za lidská práva.
V roce 1895 pomáhala založit v Brooklynu Greenpoint Settlement. V roce 1896 byla jmenována ředitelkou tohoto projektu. Na tomto místě zůstala do roku 1904, kdy se stala členkou Greenwich House Committee on Social Investigations (Greenwičského výboru pro sociální výzkum). Následujících pět let studovala problémy s nezaměstnaností a bydlením na černém Manhattanu. Při svých výzkumech se setkala s W.E.B. Du Boisem a byla představena zakládajícím členům Niagarského hnutí.
Pod vlivem myšlenek Williama Morrise vstoupila v roce 1905 do Republikánské strany, kde se setkala mimo jiné s aktivisty Danielem De Leonem, Asou Philipem Randolphem nebo spisovateli Maxem Eastmanem a Jackem Londonem, kteří tvrdili že rasové problémy jsou stejně záležitostí rasy jako společenské třídy. Psala pro radikální časopisy a noviny jako The Masses, New York Evening Post a New York Call. Také pracovala s Rayem Stannardem Bakerem a ovlivnila obsah jeho knihy Following the Color Line (Podél barevné linie) publikované v roce 1908.
3. září 1908 si přečetla v The Independent článek republikána Williama Englishe Wallinga, nazvaný Rasová válka na severu. Walling popisoval rozsáhlé rasové nepokoje zaměřené proti černému obyvatelstvu, které se odehrály ve Springfieldu ve státě Illinois. Při nepokojích zemřelo sedm lidí, bylo zničeno 40 domů a 24 obchodů, proti pachatelům bylo podáno 107 žalob. Walling na konci článku vyzval k vytvoření silného sboru občanů, kteří by šli černým pomoci. Mary Ovingtonová Wallingovi napsala a společně se sociálním pracovníkem Dr. Henry Moskowitzem jej navštívila v jeho Newyorském apartmá. 12. února 1909 se tato skupina se rozhodla spustit kampaň za svolání národní konference o lidských a politických právech Afroameričanů, která se měla konat ke stému výročí narození Abrahama Lincolna.
Na výzvu reagovalo mnoho lidí, což nakonec vedlo ke zformování National Negro Committee (Národního výboru pro černochy), který se prvně sešel v New Yorku 31.5 a 1.6.1909. Do května 1910 výbor a jeho účastníci na druhé konferenci založili stálou organizaci známou jako National Association for the Advancement of Colored People (NAACP), ve které byla Mary Ovingtonová jmenována výkonným sekretářem. Ranými členy NAACP byli Josephine Ruffinová, Mary Talbertová, Mary Church Terrellová, Inez Milhollandová, Jane Addamsová, George Henry White, W.E.B. Du Bois, Charles Edward Russell, John Dewey, Charles Darrow, Lincoln Steffens, Ray Stannard Baker, Fanny Garrison Villardová, Oswald Garrison Villard a Ida B. Wells-Barnettová.
V následujícím roce se Ovingtonová zúčastnila konference Universal Races Congress v Londýně. Ovingtonová se rovněž aktivně účastnila boje za volební právo žen a jako pacifiskta oponovala vstupu USA do první světové války. Během války podporovala Asu Philipa Randolpha a jeho časopis The Messenger (později Black Worker), který se zasazoval o lidská práva černochů.
Po válce sloužila Ovingtonová v NAACP jako členka výboru, výkonný sekretář a předseda. NAACP bojoval dlouhou právní bitvu proti rasové segregaci v bydlení, vzdělání, zaměstnání, hlasování a dopravě. NAACP vyzýval Nejvyšší soud Spojených států amerických aby prohlásil některé zákony jižanských států USA za protiústavní, přičemž v letech 1915–1923 uspěl v případě tří důležitých rozsudků týkajících se hlasovacího práva a bydlení.
NAACP byl kritizován některými členy afroamerické komunity. Proti skupině vystupoval Booker T. Washington, protože dával přednost přímému odmítnutí rasistické politiky před zákulisním jednáním. Členové organizace byli fyzicky atakováni bílými rasisty. Výkonný sekretář NAACP John R. Shillady, byl surově zbit, když navštívil v roce 1919 Texaský Austin.

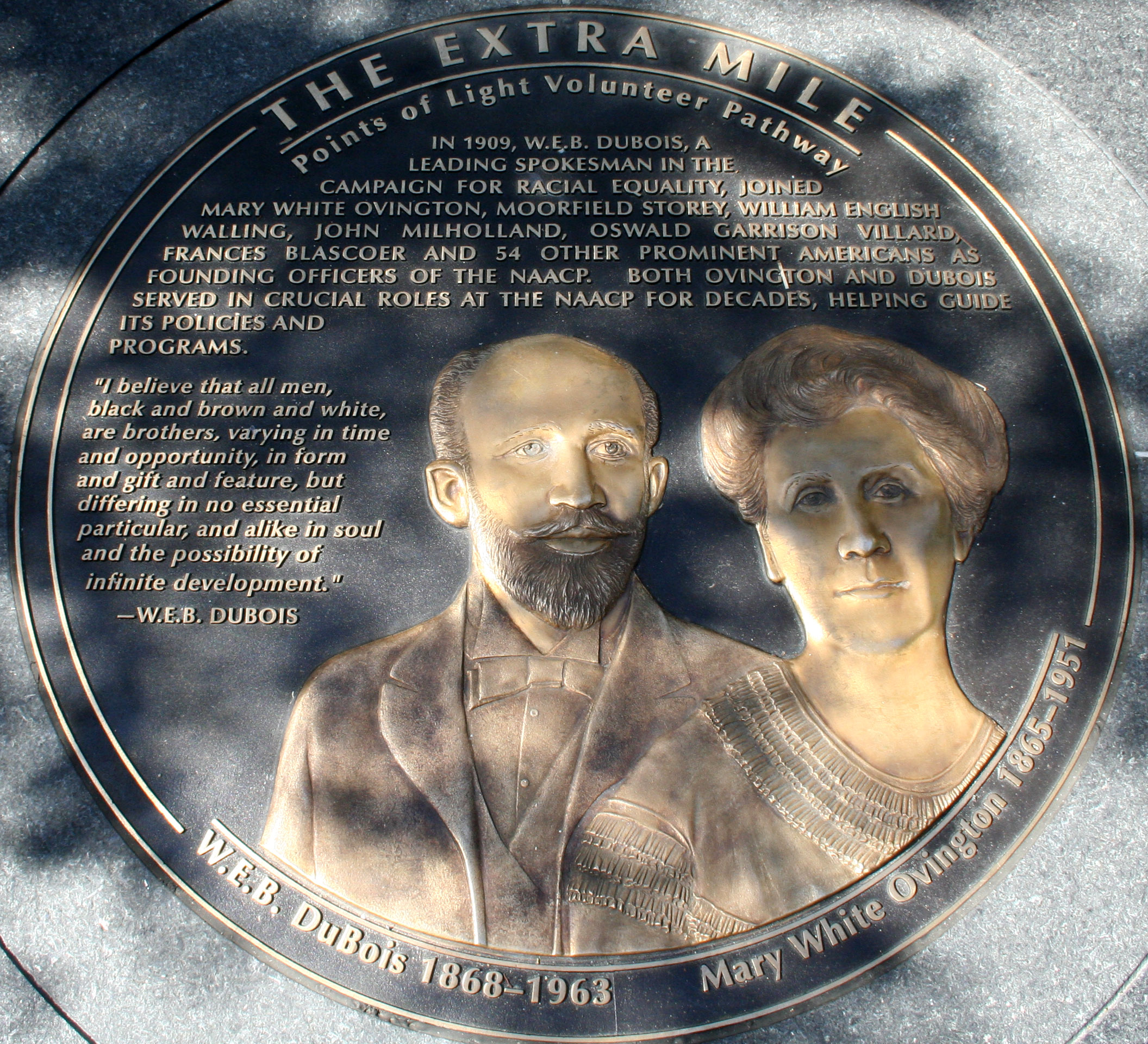
Mary White Ovington's
Plaketa na
National Volunteer Pathway

Mary Ovingtonová napsala několik knih a článků, včetně: studie Half a Man (Půlčlověk, 1911) z černého Manhattanu; Status of the Negro in the United States (Status černocha v USA, 1913); Socialism and the Feminist Movement (Socialistické a feministické hnutí, 1914); antologie pro černé děti, The Upward Path (Cesta vzhůru, 1919); biografických skečů prominentních Afroameričanů Portraits in Color (Portréty v barvě, 1927); autobiografie Reminiscences (Reminiscence, 1932); a historie NAACP Zdi se bortily (1947).
Mary Ovingtonová odešla z výboru NAACP v roce 1947 po 38 letech služby této organizaci. Zemřela 15. 7. 1951.
Na její počest byla pojmenována škola „Mary White Ovington I.S.30 Middle School” v Brooklynu. Je mezi osobami vyjmenovanými na památníku The Extra Mile – Points of Light Volunteer Pathway National Memorial ve Washingtonu. Osoby na památníku jsou lidé, „jejichž zájem a osobní oběť oslovily ostatní a tak zhmotnili své sny do hnutí, která pomohla lidem v Americe a ve světě”.

## Dílo
- Half a Man. The Status of the Negro in New York (předmluva Franz Boas), 1911
- Status of the Negro in the United States, 1913.
- Socialism and the Feminist Movement, 1914
- The Upwarth Path (an anthology), 1919
- The Shadow, 1920.
- The Awakening (a play), 1923
- Portraits in Color, 1927.
- Reminiscences, or Going Back 40 Years, published in the Baltimore Afro-American, from September 17, 1932 to February 25, 1933.
- The Walls Came Tumbling Down, 1947.
- Black and White Sat Down Together, 1995.